# Rug van de Wereld
De Rug van de Wereld is een enorme rechte bergketen in het Rad des Tijds, een boekenserie van Robert Jordan. Hij loopt recht van het noordoosten van Shienar, langs Therins Dolk, helemaal tot bijna bij de stad Mayene, bij de Zee der Stormen. Hij is enorm hoog, en wordt op de Mistbergen na gezien als de moeilijkste bergketen om over te steken.
Deze bergketen vormt de grens van Shienar, Cairhien en Tyr met de Aielwoestenij. De Aiel zijn tweemaal massaal deze bergketen overgestoken. De eerste keer om een vergeldingsactie tegen Cairhien te houden. De tweede keer deden ze het om de car'a'carn te vinden. Hierbij hebben ze de Steen van Tyr ingenomen. 
Een aantal rivieren ontspringen in deze bergketen, onder andere de Gaelin en de Iralel. Alle twee zijn stromen ze naar de Erinin en zo naar de Zee Der Stormen. 
De stedding Shangtai grenst eveneens aan De Rug van de Wereld. 